# Batalla de Arcis-sur-Aube
La batalla de Arcis-sur-Aube fue un enfrentamiento armado que tuvo lugar el 21 de marzo de 1814, entre el ejército austríaco del archiduque Carlos de Austria-Teschen y el francés de Napoleón Bonaparte.
Esta batalla, de las últimas en el conjunto de las guerras napoleónicas, se saldó con la derrota de Napoleón, que ya había sido derrotado previamente en Leipzig y se encontraba en franco retroceso, suponiendo un paso más en la retirada, ya en territorio francés, que concluiría con el derrocamiento del Emperador y su exilio en Elba.
- Datos: Q776552
- Multimedia: Bataille d'Arcis-sur-Aube / Q776552